# アブー＝アブドゥッラー
アブー＝アブドゥッラー・アッ＝シーイー（アラビア語: ابو عبد الله الشيعي, ? - 911年/912年）は、9世紀初頭にマグリブ（北アフリカ）で活動したイスマーイール派の教宣員。本名はハサン・イブン＝ザカリヤー。
イエメンのサナア出身で、イエメンに布教を広めていたシーア派の一派イスマーイール派に属し、その教宣員となった。893年にイスラム教の聖地マッカ（メッカ）で巡礼にやってきたマグリブの原住民ベルベル人のクターマ族の者と会ったことをきっかけにマグリブでの布教に乗り出し、901年に現在のアルジェリア北東部、セティフと地中海の間にある山地に住むクターマ族の地に入った。
この地に教宣の本拠地を据えたアブー＝アブドゥッラーは、周辺のクターマ系諸部族民の間にイスマーイール派の教義を説いて支持を集め、部族から指導権を認められることに成功した。スンナ派を奉ずるイフリーキヤ（現在のチュニジア）の王朝アグラブ朝は自国の西部辺境で興ったイスマーイール派集団を恐れ圧力を加えたが、部族民をイスマーイール派の戦士として組織化したアブー＝アブドゥッラーはかえってアグラブ朝に対して攻勢に転じ、周辺の諸都市を次々に征服。909年にアグラブ朝の首都カイラワーンを攻め落としてイフリーキヤを完全に勢力下に収めた。翌910年初頭には現在のモロッコ南部シジルマーサで地元のハワーリジュ派を奉ずるベルベル人に囚われていたイスマーイール派運動の指導者ウバイドゥッラー（アブドゥッラー・マフディー）が救出されてイフリーキヤに到着し、自身がマフディー（救世主）にしてカリフであると宣言、イスマーイール派のイマームがカリフとして支配する世襲王朝ファーティマ朝が建国される。
ウバイドゥッラーがカリフに即位すると、イマームが共同体の絶対的な指導力を持つというシーア派の原理に従って、アブー＝アブドゥッラーは王朝創建の功労者でありながら、これまでベルベル人に対してふるっていた指導力を奪われ、権力から遠ざけられた。さらに、アブー＝アブドゥッラーは、自身の権力喪失に対して不満の意を明らかにしたために、911/912年にカリフによって殺害された。実力者アブー＝アブドゥッラーの排除によりウバイドゥッラーは絶対的な権力を獲得し、カリフ専制体制を確立する。